# Solanometra
Solanometra is een geslacht van haarsterren uit de familie Antedonidae.

## Soort
- Solanometra antarctica (Carpenter, 1881)